# SkyKing Turks and Caicos Airways
SkyKing Turks and Caicos Airways – linia lotnicza z siedzibą w Turks i Caicos. Głównym węzłem jest port lotniczy Providenciales.

## Flota
- 4 Beechcraft 1900 2 x model C & 2 x model D